# 奥尔巴赫 (上奥地利州)
奥尔巴赫（德語：Auerbach）是奥地利上奥地利州因河畔布劳瑙县的一个市镇。总面积11平方公里，总人口517人，人口密度47.0人/平方公里（2005年）。